# Rally de Ypres de 2012
El Rally de Ypres de 2012, oficialmente 48. Belgium Geko Ypres Rally 2012, fue la edición 48.ª, la quinta ronda de la temporada 2012 del Campeonato de Europa de Rally y la sexta ronda de la temporada 2012 del Intercontinental Rally Challenge. También fue puntuable para el campeonato holandés y belga. Se celebró del 21 al 23 de junio y contó con un itinerario de dieciocho tramos sobre asfalto con un total de 287,66 km cronometrados.

## Clasificación final
| Pos. | Piloto            | Copiloto                   | Automóvil              | Tiempo    | Diferencia |
| ---- | ----------------- | -------------------------- | ---------------------- | --------- | ---------- |
| 1.   | Juho Hänninen     | Mikko Markkula             | Škoda Fabia S2000      | 2:36:52.7 | 0.0        |
| 2.   | Freddy Loix       | Lara Vanneste              | Peugeot 207 S2000      | 2:37:39.2 | +0:46.5    |
| 3.   | Pieter Tsjoen     | Eddy Chevaillier           | Škoda Fabia S2000      | 2:39:07.3 | +2:14.6    |
| 4.   | Patrick Snijers   | Johan Gitsels              | Mini Cooper S2000 1.6T | 2:39:48.4 | +2:55.7    |
| 5.   | Michal Solowow    | Maciej Baran               | Peugeot 207 S2000      | 2:42:18.1 | +5:25.4    |
| 6.   | Patrik Flodin     | Göran Bergsten             | Ford Fiesta S2000      | 2:42:48.2 | +5:55.5    |
| 7.   | Mathias Viaene    | Pieter Vyncke              | Peugeot 207 S2000      | 2:46:30.5 | +9:37.8    |
| 8.   | Jonas Langenakens | Nico Beernaert             | Peugeot 207 S2000      | 2:46:48.3 | +9:55.6    |
| 9.   | Andreas Aigner    | Daniela Ertl-Weissengruber | Subaru Impreza STi R4  | 2:47:19.8 | +10:27.1   |
| 10.  | Antonín Tlusťák   | Jan Škaloud                | Škoda Fabia S2000      | 2:47:31.6 | +10:38.9   |

| Predecesor: Bulgaria 2012     | ERC 2012 | Sucesor: Bosphorus 2012  |
| Predecesor: Targa Florio 2012 | IRC 2012 | Sucesor: San Marino 2012 |